# Вокон (Айова)
Вокон (англ. Waukon) — місто (англ. city) в США, в окрузі Алламакі штату Айова, адміністративний центр округу. Населення — 3827 осіб (2020).
Місце проведення щорічної Ярмарки округу Алламакі.

## Географія
Вокон розташований за координатами 43°16′7″ пн. ш. 91°28′40″ зх. д. / 43.26861° пн. ш. 91.47778° зх. д. (43.268566, -91.477856).  За даними Бюро перепису населення США в 2010 році місто мало площу 7,30 км², уся площа — суходіл. В 2017 році площа становила 7,70 км², уся площа — суходіл.

## Демографія
Згідно з переписом 2010 року, у місті мешкало 3897 осіб у 1781 домогосподарстві у складі 1008 родин. Густота населення становила 534 особи/км².  Було 1946 помешкань (267/км²).
Расовий склад населення:
| - 98,4 % — білих - 0,4 % — чорних або афроамериканців - 0,1 % — корінних американців - 0,1 % — азіатів |

До двох чи більше рас належало 0,7 %. Частка іспаномовних становила 1,4 % від усіх жителів.
За віковим діапазоном населення розподілялося таким чином: 20,4 % — особи молодші 18 років, 55,6 % — особи у віці 18—64 років, 24,0 % — особи у віці 65 років та старші. Медіана віку мешканця становила 45,8 року. На 100 осіб жіночої статі у місті припадало 87,3 чоловіків;  на 100 жінок у віці від 18 років та старших — 86,3 чоловіків також старших 18 років.
Середній дохід на одне домашнє господарство  становив 53 200 доларів США (медіана — 39 417), а середній дохід на одну сім'ю — 66 245 доларів (медіана — 49 375). Медіана доходів становила 47 128 доларів для чоловіків та 31 758 доларів для жінок. За межею бідності перебувало 11,8 % осіб, у тому числі 19,8 % дітей у віці до 18 років та 8,1 % осіб у віці 65 років та старших.
Цивільне працевлаштоване населення становило 1865 осіб. Основні галузі зайнятості: освіта, охорона здоров'я та соціальна допомога — 29,5 %, виробництво — 15,7 %, роздрібна торгівля — 13,8 %.